# Oberdorf am Hochegg
Oberdorf am Hochegg är en ort i  kommunen Kirchberg an der Raab i Österrike. Den ligger i distriktet Südoststeiermark i förbundslandet Steiermark.
Oberdorf am Hochegg var tidigare en självständig kommun, men blev den 1 januari 2015 en del av kommunen Kirchberg an der Raab. Kommunen bestod av tre orter (Ortschaften) (inom parentes invånarantal 1 januari 2024):
- Oberdorf am Hochegg (446)
- Radersdorf (199)
- Tiefernitz (102)